# Segunda Categoría de Tungurahua 2016
El Campeonato Provincial de Segunda Categoría de Tungurahua 2016 es un torneo de fútbol en Ecuador en el cual compiten equipos de la Provincia de Tungurahua. El torneo es organizado por la Asociación de Fútbol Profesional de Tungurahua (AFT) y avalado por la Federación Ecuatoriana de Fútbol. El torneo empezó el 14 de mayo de 2015 y finalizará el 17 de julio de 2016. Participan 7 clubes de fútbol y entregará 2 cupos al Zonal de Ascenso de la Segunda Categoría 2016 por el ascenso a la Serie B.

## Sistema de campeonato
El sistema determinado por la Asociación de Fútbol Profesional de Tungurahua es el siguiente:
- Se juega una etapa única con los 7 equipos establecidos, todos contra todos ida y vuelta (14 fechas), en cada fecha un equipo tiene descanso, al final los equipos que terminen en primer y segundo lugar clasificarán a los zonales  de Segunda Categoría 2016.

## Equipos participantes
| Equipos participantes                       | Equipos participantes | Equipos participantes                                              |
| ------------------------------------------- | --------------------- | ------------------------------------------------------------------ |
|                                             |                       |                                                                    |
| Equipo                                      | Ciudad                | Estadio                                                            |
| América Sporting Club                       | Ambato                | Estadio Bellavista                                                 |
| Club Social, Cultural y Deportivo Bolívar   | Ambato                | Estadio Bolívar del Instituto Técnico Superior Bolívar             |
| Club Social y Deportivo El Globo            | Ambato                | Estadio Neptalí Barona                                             |
| Club Indi Native Ñawpa                      | Ambato                | Estadio Neptalí Barona                                             |
| Pelileo Sporting Club                       | Pelileo               | Estadio Ciudad de Pelileo de la Liga Deportiva Cantonal de Pelileo |
| Club Social, Cultural y Deportivo León Carr | Pelileo               | Estadio Ciudad de Pelileo de la Liga Deportiva Cantonal de Pelileo |
| Club Baños Ciudad de Fuego                  | Baños                 | Estadio Coronel José Silva Romo                                    |

## Equipos por Cantón
| Cantón  | N.º | Equipos                                                  |
| ------- | --- | -------------------------------------------------------- |
| Ambato  | 4   | América de Ambato, Bolívar, El Globo y Indi Native Ñawpa |
| Pelileo | 2   | Pelileo S.C. y León Carr                                 |
| Baños   | 1   | Baños Ciudad de Fuego                                    |

## Clasificación
|  |    | Equipo                | PJ | PG | PE | PP | GF  | GC | DG   | PTS |
|  | -- | --------------------- | -- | -- | -- | -- | --- | -- | ---- | --- |
|  | 1. | Pelileo S.C.          | 10 | 9  | 1  | 0  | 113 | 5  | +108 | 28  |
|  | 2. | Bolívar               | 11 | 8  | 2  | 1  | 35  | 12 | +23  | 26  |
|  | 3. | León Carr             | 10 | 6  | 1  | 3  | 30  | 8  | +22  | 19  |
|  | 4. | Baños Ciudad de Fuego | 10 | 5  | 1  | 4  | 24  | 15 | +9   | 16  |
|  | 5. | El Globo              | 11 | 3  | 0  | 8  | 12  | 48 | -36  | 9   |
|  | 6. | América de Ambato     | 10 | 2  | 1  | 7  | 9   | 67 | -58  | 7   |
|  | 7. | Indi Native Ñawpa     | 10 | 0  | 0  | 10 | 4   | 72 | -68  | 0   |

|  | Campeón y clasificado a los zonales de Segunda Categoría 2016.     |
|  | Vicecampeón y clasificado a los zonales de Segunda Categoría 2016. |
|  | Excluido del torneo por deuda con la AFT.                          |

## Resultados
| Local/Visitante       | ASC    | BOL   | GLO    | LCR    | PSC    | BCF   | INÑ    |
| --------------------- | ------ | ----- | ------ | ------ | ------ | ----- | ------ |
| América de Ambato     |        |       | 0 - 2  | 0 - 14 | 0 - 14 |       | -      |
| Bolívar               | 11 - 1 |       | 4 - 0  |        |        |       | -      |
| El Globo              |        |       |        | 0 - 3  |        | 1 - 5 | -      |
| León Carr             |        |       |        |        | 1 - 2  |       | 3 - 0  |
| Pelileo S.C.          |        | 5 - 0 | 13 - 0 |        |        | 2 - 1 | 44 - 1 |
| Baños Ciudad de Fuego | 5 - 0  | 2 - 4 |        | 2 - 1  |        |       | -      |
| Indi Native Ñawpa     | 3 - 4  | 0 - 3 | -      | -      | -      | 0 - 3 |        |

     Ganó equipo local
     Ganó equipo visitante
     Empate

## Campeón
| |
| Pelileo Sporting Club 6.° Título Clasifica a los zonales de la Segunda Categoría 2016 - También clasifica Club Social, Cultural y Deportivo Bolívar como Vicecampeón. |